# Dexter's Laboratory
Dexter's Laboratory, of kort Dexter's Lab (Engels voor Dexters Laboratorium) is een Amerikaanse animatieserie over een jongen genaamd Dexter. Ondanks zijn jonge leeftijd is Dexter een genie met een geheim laboratorium achter de boekenkast op zijn kamer. Zijn ouders mogen niets van zijn geheime laboratorium weten, maar zijn zusje Dee Dee weet het wel en probeert van Dexters lab steeds weer een puinhoop te maken. De animatie is gemaakt door Genndy Tartakovsky en de serie wordt uitgezonden op Cartoon Network.
De serie is sinds de start van de Nederlandse Cartoon Network te zien op televisie in Nederland, aanvankelijk in het Engels met ondertiteling en later in het Nederlands. In Nederland werd de serie herhaald op RTL 4 en Yorin en in Vlaanderen op VTM bij TamTam en op VT4.

## Verhaal
Dexter is een kleine, geniale maar sociaal wat onbeholpen jongen met een geheim laboratorium, verstopt op zijn kamer achter een boekenkast. Eenmaal binnen blijkt het laboratorium immens groot. In sommige afleveringen is het zo groot dat er zelfs hele delen zijn waar hij nooit meer komt. Zijn ouders weten niet dat het lab er is maar zijn onnozele zusje Dee Dee weet er wel van. Ze houdt het lab geheim maar dringt wel steeds binnen om haar broertje te plagen, ondanks dat het lab beveiligd is. Dee Dee is dan misschien niet zo snugger maar ze heeft wel een veel gezondere levenshouding en sociale intelligentie. Ze kan Dexter hierdoor toch te slim af zijn, onder druk zetten en soms zelfs nuttige adviezen geven. Dee Dee stuurt regelmatig de experimenten van Dexter in de war en laat uitvindingen mislukken. Dit is overigens ook vaak genoeg aan Dexters eigen onvoorzichtigheid en overdreven enthousiasme te wijten.
Veel afleveringen gaan eigenlijk gewoon over de strijd tussen broer en zus en tussen Dexter en kinderen in de buurt en op school die hem maar wereldvreemd vinden. Als het moet dan nemen Dexter en Dee Dee het ook voor elkaar op en als Dee Dee er niet is dan mist hij haar. Dexter heeft ook een rivaal, Mandark, een jongen Mandark die een stukje verderop woont. Mandark is ook geniaal, heeft ook een lab maar is minder slim dan Dexter. Hij is wel kwaadaardig. Hij probeert niet alleen Dexter te dwarsbomen en zijn plannen te stelen maar wil met zijn uitvindingen ook macht verkrijgen en wraak nemen.
De serie kent twee spin-offs. Dial M for Monkey gaat over lab-aapje van Dexter met superkrachten dat er stiekem op uit trekt om de wereld te redden. The Justice Friends gaat over drie superhelden. Dexter is een groot fan van een van hen hen maar deze superhelden hangen eigenlijk alleen maar een beetje rond.

## Personages
DexterDe hoofdpersoon van de animatieserie. Hij heeft een geheim laboratorium op zijn kamer waarvan zijn ouders niets mogen weten. Alleen zijn oudere zus Dee Dee weet het en probeert er altijd een puinhoop van te maken. Het vreemde is dat Dexter, ondanks dat hij een Amerikaanse jongen met Amerikaanse ouders is, toch met een vreemd en moeilijk te plaatsen accent praat. Dexter heeft ook een Lab-Aap genaamd Monkey. Hoewel Dexter hyperintelligent is gaan zijn plannen en uitvindingen vaak mis omdat hij zichzelf overschat of doordat Dee Dee de zaken in het honderd laat lopen.
Dee DeeDe oudere zus van Dexter. Alleen Dee Dee weet dat Dexter een geheim lab in zijn slaapkamer heeft. En maakt er altijd een puinhoop van, al is het maar om haar kleine broertje te plagen. Meestal houdt ze zich bezig met dingen die meisjes altijd doen. Ze is verslaafd aan snoep. Ze hebben een typische broer-en-zus-relatie: hoewel ze regelmatig met elkaar in de clinch liggen, is Dexter toch uiteindelijk erg op haar gesteld.
Mee Mee en Lee LeeDe vriendinnen van Dee Dee. Ze dragen net als Dee Dee een roze jurkje en hebben eveneens hun haar in twee staartjes, met het verschil dat Mee Mee negroïde is en Lee Lee Aziatisch. Wanneer zij bij Dee Dee komen spelen, heeft Dexter het drie keer zo zwaar.
PaDe vader van Dexter. Zijn naam is niet bekend; hij wordt meestal pap genoemd. Hij is vooral geïnteresseerd in het kijken naar diverse sporten waaronder American football en golf. Ook kijkt hij veel televisie en houdt van muffins.
MamDe moeder van Dexter. Haar naam is ook niet bekend net als die van Dexters vader, maar ze wordt meestal mam genoemd. Ze houdt zich meestal bezig met het huishouden en koken.
MandarkMandark is de gezworen vijand van Dexter en is ook een genie. Hij heeft ook een laboratorium op zijn kamer. Hij woont niet ver van Dexter en probeert zijn lab vanuit zijn kamer te vernietigen. Hij heeft een zwakke plek: hij is namelijk hevig verliefd op Dee Dee. Mandark is kwaadaardig en in de loop van de afleveringen wordt hij alleen maar gemener. Dit uit zich ook doordat zijn laboratorium er steeds meer sinister uit gaat zien.
MonkeyMonkey is de lab-aapje van Dexter. Dexter probeert hem met allerlei experimenten superkrachten te geven maar dit lijkt niet te lukken. Wat Dexter niet weet is dat Monkey zijn krachten voor hem geheimhoudt en in werkelijkheid allang een superheld is. Er zijn aparte afleveringen van hem waarin hij tegen het kwaad vecht en steeds de wereld van de ondergang redt. Deze serie heet Dial M for Monkey. De afleveringen van die serie vervingen voor een tijdje een van de drie verhalen per aflevering.
The Justice FriendsThe Justice Friends zijn drie samenwonende superhelden, bestaande uit Major Glory (gebaseerd op Captain America), Val Hallen (gebaseerd op Thor), en Krunk (gebaseerd op de Hulk). Dexter is een groot bewonderaar van Major Glory. The Justice Friends hebben eveneens een spin-off over de uitdagingen van het dagelijks leven (kamer opruimen, ruzie over de tv, etc.). De serie doet denken aan een sitcom, met lachbanden om de grappen te benadrukken.

## Controversiele afleveringen
Twee afleveringen zijn om verschillende redenen uit de lucht gehaald, maar nog wel beschikbaar op onde andere YouTube.
Rude Removal
Dexter vindt een apparaat uit waarmee hij alle onbeleefdheid uit Dee Dee kan weghalen, maar Dee Dee vindt Dexter zelf onbeleefd. Ze vechten en belanden beiden in de machine, die hun splitst in beleefde en onbeleefde versies. De onbeleefde versies zetten het huis op zijn kop, zijn brutaal tegen de ouders en vloeken alles bij elkaar (weergegeven door censuurpiepjes), maar uiteindelijk weten de beleefde Dexter en Dee Dee hen weer in de machine te lokken en alles terug te draaien. Op één ding na. Moeder is woedend over het onbeleefde gedrag van haar kroost en er wacht Dexter en Dee Dee een flinke straf (te beginnen met het spoelen van hun monden met zeep). Deze aflevering werd niet uitgezonden omwille van het brutale en vloekende gedrag dat de kinderen hier jegens hun ouders vertonen.
Barbequor
Monkey is jarig en wordt door alle andere superhelden getracteerd op een verjaardagsbarbecue. Een bedreiging dient zich aan: Barbequor en zijn heraut de Silver Spooner (gebaseerd op Galactus en de Silver Surver), die de Aarde wil barbecuen en opeten. Monkey wil erop af, maar de superhelden nemen de taak op zich en houden hem tegen: het is immers Monkey´s verjaardag. De helden falen en Monkey redt de Aarde alsnog, waarna hij ook nog eens de ondankbare taak toebedeeld krijgt om de dronken Krunk naar huis te brengen. Een dronken Krunk die overgeeft werd al controversieel gevonden, maar de werkelijke reden om de episode uit de lucht te halen was een dreigement met juridische actie van Marvel, dat niet blij was hoe de Silver Surfer als stereoype homoseksueel werd geparodieerd.

## Stemmen
| Personage                          | Nederlandse versie | Amerikaanse versie                                            |
| ---------------------------------- | ------------------ | ------------------------------------------------------------- |
| Dexter                             | Jody Pijper        | Christine Cavanaugh (Seizoen 1-3), Candi Milo (Seizoen 3-4)   |
| Dee Dee                            | Angélique de Boer  | Allison Moore (Seizoen 1 en 3), Kat Cressida (Seizoen 2 en 4) |
| Dexters moeder                     | Jannemien Cnossen  | Kath Soucie                                                   |
| Dexters vader                      | Edward Reekers     | Jeff Bennett                                                  |
| Mandark                            | Dieter Jansen      | Eddie Deezen                                                  |
| Computer                           | Jannemien Cnossen  | Kath Soucie                                                   |
| Agent Honeydew (Dial M for Monkey) | Jannemien Cnossen  | Kath Soucie                                                   |
| Major Glory (The Justice Friends)  | Just Meijer        | Rob Paulsen                                                   |
| Zanger aftiteling                  | Victor van Swaay   | Agostino Castagnola                                           |

## Dexter's Laboratoryin andere talen
- Chinees: 德克斯特的實驗室 (dé kè sī tè ·de shí yàn shì), "Dékèsītè's Lab" in Taiwan
- Duits: Dexters Labor
- Frans: Le Laboratoire de Dexter
- Hebreeuws: המעבדה של דקסטר (Hama'abada Shel Dexter)
- Italiaans: Il Laboratorio di Dexter
- Portugees: O Laboratório de Dexter
- Spaans: El Laboratorio de Dexter
- Pools: Laboratorium Dextera
- Japans: Dexutaa no Raaboratorii
- Zweeds en Nederlands: Dexters Laboratorium